# Skattekvot
Skattekvot, skattetryck eller skattenivå är ett mått på de totala skatternas andel av samhällsekonomin. Det beräknas som skatter inklusive sociala utgifter i ett land i förhållande till BNP. Ibland används begreppet totalt skatteuttag för att tydliggöra att det inte handlar om nivån på en enskild skatt. Skatteuttaget uttrycks vanligen som en procentandel av BNP. Bland annat OECD publicerar sådan statistik för olika länder.
Jämförelser av skatteuttaget mellan olika länder försvåras av olika faktorer. Jämförelser är bara möjliga mellan länder med ungefär samma inkomst per capita, eftersom möjligheten att ta ut skatt påverkas av hur mycket pengar medborgarna har över för personlig konsumtion. Jämförelser behöver också ta hänsyn till hur skattepengarna används, till exempel annat hur socialförsäkringar är utformade. I vissa länder är de socialförsäkringarna statliga och finansieras genom skatter (eller offentliga avgifter), och bidrar då till skatteuttaget. Så är fallet i de nordiska länderna. I andra länder, exempelvis Tyskland finns vissa socialförsäkringar som i praktiken är obligatoriska, men handhas av icke-statliga organisationer och fonder, och därmed inte ingår i det uppmätta skatteuttaget. Tyskland ligger därför under EU-genomsnittet i OECD-statistiken, trots att tyskarna själva betraktar sitt land som ett högskatteland. En annan skillnad mellan länder är om pensioner eller olika former av  bidrag betalas ut brutto eller netto, det vill säga om mottagaren betalar inkomstskatt eller ej. Detta påverkar skatteuttagets storlek, men påverkar i ännu högre grad storleken på den redovisade BNP.
Även om direkta jämförelser mellan länders skattekvoter är behäftade med vissa problem så är skattekvoten ändå användbar för jämförelser, framför allt över tid. Ökar skattekvoten i ett land eller en grupp av länder så indikerar det att skattebördan ökar. Om skattekvoten minskar så tyder det på minskad skattebörda.
Det totala skatteuttaget kan tas ut och fördelas på många olika sätt, bland annat via olika utformade skatter på inkomst, konsumtion, kapital eller fastighetsinnehav. Således finns det ingen omedelbar koppling mellan nivån på enskilda skatter och det totala skatteuttaget. Eftersom skattekvoten anges som andel av BNP innebär det att det totala skatteuttaget i absolut meing kan öka när BNP ökar utan att skattetrycket ökar.